# Mikagura School Suite
Mikagura School Suite (ミカグラ学園組曲?, Mikagura gakuen kumikyoku) è una serie di light novel scritta da Last Note e illustrata da Akina, pubblicata in otto volumi da Media Factory, sotto l'etichetta MF Bunko J, tra luglio 2013 e agosto 2016. I romanzi sviluppano la trama delle canzoni dello stesso autore, create usando come voce cantante il Vocaloid GUMI. Un adattamento manga di Sayuki è stato serializzato sul Monthly Comic Gene di Media Factory da luglio 2013 a febbraio 2016. Un album contenente le canzoni della serie, per la maggior parte dedicate ai singoli personaggi, è stato pubblicato il 25 febbraio 2015. Un adattamento anime, prodotto da Doga Kobo, è stato trasmesso in Giappone tra il 6 aprile e il 22 giugno 2015.

## Trama
Eruna Ichinomiya è una studentessa all'ultimo anno delle medie che non ha ancora deciso quale liceo frequentare. Trascorrendo le giornate senza andare a scuola e rimanendo a casa a giocare ai videogiochi, grazie a un opuscolo dell'accademia privata Mikagura consegnatole un giorno dal cugino Shigure Ninomiya, gli occhi della ragazza vengono inaspettatamente attratti da una foto della studentessa Seisa Mikagura. Eruna, sentendosi come se fosse destino, decide di iscriversi all'accademia, scoprendo più tardi che nella scuola esistono tuttavia solo club culturali, i cui rappresentanti, dotati di poteri speciali, sono costretti a scontrarsi tra di loro secondo un intenso sistema di battaglia.

## Personaggi

### Personaggi principali

La protagonista Eruna Ichinomiya

Eruna Ichinomiya (一宮 エルナ?, Ichinomiya Eruna)
Doppiata da: Juri Kimura
Una ragazza con la testa un po' fra le nuvole che ha un debole per le ragazze carine e che passa la maggior parte del suo tempo a giocare ai dating sim. Si iscrive all'accademia Mikagura dopo che suo cugino Shigure le mostra un opuscolo della scuola in cui si vede una foto di Seisa. Oltre a potersi muovere a velocità sovrumane, le sue abilità, "Toy Gun" (オモチャの銃?, Omocha no jū) e "Toy Bayonet" (オモチャの銃剣?, Omocha no jūken), le permettono rispettivamente di sparare potenti laser dalla punta delle sue dita e di materializzare una baionetta fatta di luce. La sua canzone si intitola Hōkago stride (放課後ストライド?, Hōkago sutoraido, lett. "Una corsa dopo scuola").
Seisa Mikagura (御神楽 星鎖?, Mikagura Seisa)
Doppiata da: Saori Ōnishi
La nipote del preside dell'accademia Mikagura, nonché l'unico membro del club "tornare a casa". È una studentessa hikikomori del secondo anno che un tempo faceva parte del club d'arte, ma che dopo essere stata tradita da un'amica del club di fotografia ha iniziato ad isolarsi sempre di più. La sua abilità, "Killing Art" (キリングアート?, Kiringu Āto), le permette di rimodellare lo spazio a suo piacimento. La sua canzone si intitola Esoragoto spiral (絵空事スパイラル?, Esoragoto supairaru, lett. "Spirale di fabbricazione").
Otone Fujishiro (藤白 おとね?, Fujishiro Otone)
Doppiata da: Ari Ozawa
Una studentessa del primo anno dell'accademia Mikagura, che fa amicizia con Eruna e diventa un membro del suo club. Tende a comportarsi in maniera fredda con gli altri, ma in realtà si sente spesso sola ed è semplicemente incapace di socializzare, motivo per cui vive isolata da tutti in una casetta nel bosco. La sua abilità, "Anticomplex" (アンチコンプレックス?, Anchikonpurekkusu), le permette di controllare i nastri. La sua canzone si intitola Sekirara candy (赤裸々キャンディ?, Sekirara kyandi, lett. "Caramella non prenotata").
Himi Yasaka (八坂 ひみ?, Yasaka Himi)
Doppiata da: Ayaka Suwa
La rappresentante del club di calligrafia, ossia una studentessa del secondo anno dall'aspetto di una bambina. Sorride sempre ed è estremamente innocente e positiva, rimanendo di tanto in tanto vittima delle fantasticherie di Eruna. La sua abilità, "Lovely Ink" (ラブリーインク?, Raburī Inku), le permette di lanciare attacchi d'inchiostro sul nemico usando un grosso pennello per calligrafia. La sua canzone si intitola Uchōten vivace (有頂天ビバーチェ?, Uchōten bibāche, lett. "Vivace in estasi").
Shigure Ninomiya (二宮 シグレ?, Ninomiya Shigure)
Doppiato da: Nobunaga Shimazaki
Uno studente del terzo anno che è il rappresentante del club di ricerca manga. È il cugino di Eruna ed, essendo molto affezionato a lei, fa di tutto per provare ad entrare nelle sue grazie, anche se così facendo provoca solo l'effetto contrario. La sua abilità, "Hero Time" (ヒーロータイム?, Hīrō Taimu), gli permette di incrementare la sua potenza fisica, portando al limite il proprio corpo. La sua canzone si intitola Kakushinteki heroism (革新的ヒロイズム?, Kakushinteki hiroizumu, lett. "Eroismo innovativo").
Yūto Akama (赤間 遊兎?, Akama Yūto)
Doppiato da: Natsuki Hanae
Uno studente del secondo anno che è il rappresentante del club di teatro. Sorride sempre ed è molto amato dai suoi compagni di club, i quali si considerano tutti una grande famiglia. Porta sempre con sé una falce, che in realtà è un semplice oggetto di scena. La sua abilità, "Coup d'etat Faker" (クーデターフェイカー?, Kū detā Feikā), gli permette di creare illusioni per ingannare il suo avversario. La sua canzone si intitola Mukiryoku coup d'état (無気力クーデター?, Mukiryoku kūdetā, lett. "Colpo di Stato apatico").
Kyōma Kuzuryū (九頭竜 京摩?, Kuzuryū Kyōma)
Doppiato da: Yoshimasa Hosoya
Uno studente del terzo anno che è il rappresentante del club d'arte. Il suo atteggiamento schietto lo ha reso molto temuto a scuola, anche se persino lui sa essere gentile e preoccuparsi per gli altri. Ama bere il latte e sia la sua faccia che i suoi vestiti sono sempre macchiati di pittura. La sua abilità, "Palette Bullet" (パレットバレット?, Paretto Baretto), gli permette di controllare la vernice. La sua canzone si intitola Garakuta innocence (我楽多イノセンス?, Garakuta inosensu, lett. "Innocenza spazzatura").
Sadamatsu Minatogawa (湊川 貞松?, Minatogawa Sadamatsu)
Doppiato da: Makoto Furukawa
Uno studente del secondo anno che è sia il leader che il rappresentante del club di addobbi floreali. È un tipo con la testa fra le nuvole che non sembra essere interessato mai a niente. La sua abilità, "Selfish Flower" (セルフィッシュフラワー?, Serufisshu Furawā), gli permette di controllare le piante. La sua canzone si intitola Hanafubuki reflect (花吹雪リフレクト?, Hanafubuki rifurekuto, lett. "Riflessione di una pioggia di fiori di ciliegio").
Asuhi Imizu (射水 アスヒ?, Imizu Asuhi)
Doppiato da: Ai Kakuma
Uno studente del primo anno che fa parte del club di astronomia. Ha frequentato le scuole medie dell'accademia Mikagura e si dice che egli sia il favorito per la prossima nomina a rappresentante d'istituto. Ha un aspetto molto dolce che lo fa scambiare spesso per una ragazza. La sua abilità, "Shooting Star" (シューティングスター?, Shūtingu Sutā), gli permette di sparare stelle dal suo telescopio. La sua canzone si intitola Izayoi seeing (十六夜シーイング?, Izayoi shīingu, lett. "Vista di una luna calante").
Stramby (ビミィ?, Bimii)
Doppiato da: Yoshitsugu Matsuoka
Una misteriosa creatura alata, molto simile a un gatto, che può essere vista solo dalle persone adatte a frequentare l'accademia Mikagura. Finisce spesso le sue frasi con "ryui" (りゅい?) e, siccome il suo nome è difficile da pronunciare nel linguaggio umano, Eruna lo soprannomina Stramby, da "bimyō" (微妙? lett. "strano"). Un tempo era un essere umano, ma adesso può tornare alla sua forma originale per pochi istanti solo usando ogni volta un metodo molto doloroso. La sua canzone si intitola Fujōri roulette (不条理ルーレット?, Fujōri rūretto, lett. "Roulette irrazionale").

### Altri personaggi
Nyamirin (にゃみりん?)
Doppiata da: Haruka Tomatsu
Una studentessa del terzo anno che fa parte del club di teatro e che ha dato a tutti i suoi compagni, ad eccezione di Yūto, un soprannome ispirato a qualche animale.
Usamaru (うさ丸?)
Doppiato da: Daiki Yamashita
Un nuovo studente dell'accademia Mikagura iscritto al club di teatro. Non ha ancora risvegliato nessuna abilità.
Tonkyun (トンきゅん?)
Doppiato da: Takuma Terashima
Un nuovo studente dell'accademia Mikagura iscritto al club di teatro che sta sempre insieme ad Usamaru. La sua abilità, Ad-Lib Role, gli permette di lanciare attacchi di fuoco dalle sue mani. Ogni volta che tenta di dire il suo vero nome, viene interrotto da Usamaru.
Kumano (熊野?)
Doppiata da: Yurika Kubo
Una studentessa del secondo anno che fa parte del club di teatro e che, come Himi, è molto bassa.
Rumina Rikyū (離宮ルミナ?, Rikyū Rumina)
Doppiata da: Minami Takahashi
La rappresentante del club del giornalino scolastico. La sua abilità, "Secret Memories" (シークレットメモリーズ?, Shīkuretto Memorīzu, lett. "Ricordi segreti"), le permette di usare scoop imbarazzanti per danneggiare mentalmente i suoi avversari.
Kurumi Narumi (鳴海クルミ?, Narumi Kurumi)
Doppiata da: Ai Kayano
Un'insegnante di Eruna, nonché la cameriera personale di Seisa. Nonostante il suo comportamento serio e impassibile, è sempre molto gentile con Seisa e, al contrario, non evita mai di mostrare la sua avversione nei confronti delle stramberie di Eruna.
Meika Katai (花袋めいか?, Katai Meika)
Doppiata da: Reina Ueda
Una nuova studentessa dell'accademia Mikagura iscritta al club di calligrafia. Pur essendo timida, è la prima ragazza della scuola a stringere amicizia con Eruna. La sua abilità è molto simile a quella di Himi, ma non è al suo stesso livello.
Azumi Sagara (相良あづみ?, Sagara Azumi)
Doppiata da: Rumi Ōkubo
L'asso del club di ottoni.
Haruka Toishi (遠石遥架?, Toishi Haruka)
Doppiata da: Shizuka Ishigami
La rappresentante del club delle telecomunicazioni.

## Produzione
La serie ha inizialmente preso forma tramite canzoni scritte da Last Note., produttore e cantante già riconosciuto nella scena musicale Vocaloid del sito giapponese Niconico. Il primo pezzo, intitolato Hōkago stride, fu pubblicato sul sito il 1º dicembre 2012. Interpretato dal Vocaloid GUMI, il brano era accompagnato da un video illustrato da Akina, che pur dedicato principalmente alla protagonista Eruna Ichinomiya, già mostrava tutti i personaggi principali della saga.

## Media

### Light novel
I volumi delle light novel, sempre scritti da Last Note. con le illustrazioni di Akina, sono stati pubblicati da Media Factory sotto l'etichetta MF Bunko J tra il 25 luglio 2013 e il 25 agosto 2016. In America del Nord i diritti sono stati acquistati da One Peace Books.
| Nº | Titolo italiano Giapponese 「Kanji」 - Rōmaji                      | Data di prima pubblicazione             | Data di prima pubblicazione |
| Nº | Titolo italiano Giapponese 「Kanji」 - Rōmaji                      | Giapponese                              |                             |
| 1  | Hōkago stride 「放課後ストライド」 - Hōkago sutoraido              | 25 luglio 2013 ISBN 978-4-04-066471-2   |                             |
| 2  | Mukiryoku coup d'etat 「無気力クーデター」 - Mukiryoku kūdetā      | 25 dicembre 2013 ISBN 978-4-04-066070-7 |                             |
| 3  | Garakuta innocence 「我楽多イノセンス」 - Garakuta inosensu        | 25 marzo 2014 ISBN 978-4-04-066388-3    |                             |
| 4  | Izayoi seeing 「十六夜シーイング」 - Izayoi shīingu                | 25 luglio 2014 ISBN 978-4-04-066921-2   |                             |
| 5  | Fujōri roulette 「不条理ルーレット」 - Fujōri rūretto              | 25 dicembre 2014 ISBN 978-4-04-067306-6 |                             |
| 6  | Esoragoto spiral 「絵空事スパイラル」 - Esoragoto supairaru        | 25 marzo 2015 ISBN 978-4-04-067479-7    |                             |
| 7  | Hanafubuki reflect 「絵空事スパイラル」 - Hanafubuki rifurekuto    | 25 dicembre 2015 ISBN 978-4-04-067752-1 |                             |
| 8  | Kakushinteki heroism 「革新的ヒロイズム」 - Kakushinteki hiroizumu | 25 agosto 2016 ISBN 978-4-04-068605-9   |                             |

### Manga
Un adattamento manga, scritto da Last Note. e disegnato da Sayuki, è stato serializzato sulla rivista Monthly Comic Gene di Media Factory dal 13 luglio 2013 al 15 febbraio 2016. I vari capitoli sono stati raccolti in sei volumi tankōbon, pubblicati tra il 27 novembre 2013 e il 26 marzo 2016. In America del Nord i diritti sono stati acquistati sempre da One Peace Books.

#### Volumi
| Nº | Data di prima pubblicazione | Data di prima pubblicazione | Data di prima pubblicazione |
| Nº | Giapponese                  | Giapponese                  |                             |
| -- | --------------------------- | --------------------------- | --------------------------- |
| 1  | 27 novembre 2013            | ISBN 978-4-04-066129-2      |                             |
| 2  | 27 marzo 2014               | ISBN 978-4-04-066511-5      |                             |
| 3  | 27 settembre 2014           | ISBN 978-4-04-066861-1      |                             |
| 4  | 27 marzo 2015               | ISBN 978-4-04-067506-0      |                             |
| 5  | 26 settembre 2015           | ISBN 978-4-04-067813-9      |                             |
| 6  | 26 marzo 2016               | ISBN 978-4-04-068234-1      |                             |

### Anime
Annunciato sul numero di gennaio 2015 del Monthly Comic Gene di Media Factory, un adattamento anime, prodotto da Doga Kobo e diretto da Tarō Iwasaki, è andato in onda dal 6 aprile al 22 giugno 2015. La sigla di apertura è Hōkago kakumei (放課後革命? lett. "Rivoluzione del doposcuola") delle Hōkago Rakuen-bu (Juri Kimura, Saori Ōnishi e Ari Ozawa), mentre quelle di chiusura sono Hōkago stride (放課後ストライド?, Hōkago sutoraido, lett. "Una corsa dopo scuola") di Juri Kimura per gli episodi 1–9, Rakuen fanfare (楽園ファンファーレ? lett. "Fanfara del Paradiso") delle Hōkago Rakuen-bu per gli episodi 2–7 e Sekirara candy (赤裸々キャンディ?, Sekirara kyandi, lett. "Caramella non prenotata") di Ari Ozawa per l'episodio 8. La serie è stata trasmessa in streaming in simulcast da Viewster in Italia, da Funimation in America del Nord e da Madman Entertainment su AnimeLab in Australia e Nuova Zelanda.

#### Episodi
| Nº | Titolo italiano Giapponese 「Kanji」 - Rōmaji                                                    | In onda        | In onda |
| Nº | Titolo italiano Giapponese 「Kanji」 - Rōmaji                                                    | Giapponese     |         |
| 1  | Preludio di gioventù 「青春プレリュード」 - Seishun pureryūdo                                    | 6 aprile 2015  |         |
| 2  | Afterschool Stride 「放課後ストライド」 - Hōkago sutoraido – "Una corsa dopo scuola"             | 13 aprile 2015 |         |
| 3  | Tu, un'eroina? 「ヒロイン未満」 - Hiroin miman                                                   | 20 aprile 2015 |         |
| 4  | Apathetic Coup D'état 「無気力クーデター」 - Mukiryoku kūdetā – "Colpo di Stato apatico"         | 27 aprile 2015 |         |
| 5  | School Fantasia 「学園ファンタジア」 - Gakuen fantajia – "Fantasia scolastica"                   | 4 maggio 2015  |         |
| 6  | Rubbish Innocence 「我楽多イノセンス」 - Garakuta inosensu – "Innocenza spazzatura"              | 11 maggio 2015 |         |
| 7  | Le stelle della notte dopo 「十六夜シーイング」 - Izayoi shīingu – "Vista di una luna calante"   | 18 maggio 2015 |         |
| 8  | Unidentified Treasure 「未確認トレジャー」 - Mikakunin torejā – "Tesoro non identificato"        | 25 maggio 2015 |         |
| 9  | Derailed Scandal 「脱線スキャンダル」 - Dassen sukyandaru – "Scandalo deragliato"                | 1º giugno 2015 |         |
| 10 | Sleeping Bag Haunting 「寝袋ホーンティング」 - Nebukuro hōntingu                                 | 8 giugno 2015  |         |
| 11 | Reminiscence Triangle 「追憶トライアングル」 - Tsuioku toraianguru – "Triangolo di reminiscenza" | 15 giugno 2015 |         |
| 12 | Endless Grand Finale 「無限大フィナーレ」 - Bugendai fināre – "Gran finale senza fine"           | 22 giugno 2015 |         |